# Calluga crassitibia
Calluga crassitibia är en fjärilsart som beskrevs av W. Warren 1901. Calluga crassitibia ingår i släktet Calluga och familjen mätare. Inga underarter finns listade i Catalogue of Life.